# Единадесети върховен състав на Народния съд
Единадесетият състав на Народния съд в София е образуван с цел да осъди лицата, свързани с престъпни деяния на българските административни, полицейски и военни власти в окупираните от България земи в Беломорска Тракия, Македония и Сърбия за периода от 1941 до 1944 г. През 1945 г. излизат данни, че народният обвинител Първан Гърков се е облагодетелствал от позицията си на обвинител, като е спечелил от това 1 325 000 лева.
Народният обвинител Тодор Кьостаров разделя обвиненията на осем групи:
- Географски, според района на дейност;
- Тормоз и подтисничество на местното население;
- Полицейски терор;
- Ограбване на населението от властта;
- Разкриване на конспирации (граждански и военни) и нанасяне на инквизиции;
- Акции срещу партизани от страна на полиция, жандармерия и армия;
- Палежи на къщи, грабежи и убийства;
- Проводници на правителствената политика.[1]

## Състав

### Председател
- Любен Нанов

### Членове
- Димитър Благоев
- Желю Тодоров Средногорски
- Милан Ангелов
- Георги Костов Димитров

### Запасен член
- Люба Йорданова Герасимова

### Народни обвинители
- Тодор Кьостаров
- Първан Гърков
- Веселин Манов

## Подсъдими
Според обвинителния акт и постановленията за привличане под отговорност подсъдимите наброяват 183 души:
- Александър Стефанов Денчев
- Александър Иванов Чернев
- Ангел Игнатев Мандиев
- Ангел Фердинандов Миленков
- Ангел Христов Гергов
- Андон Попташев Атанасов (Дончо Попов)
- Андрей Петров Влаев
- Антон Данов Антонов (Анто Данов Антов)
- Антон Стоянов Куртев
- Асен Русев Георгиев
- Асен Филипов Трифонов
- Благой Кунов Маринов
- Борис Кр. Витков
- Борис Манолов Лазаров Насалевски
- Борис Николов Ненков
- Ваньо Михайлов Цолов
- офицерски кандидат Васил Анастасов Абаджиев
- Васил Георгиев (Черния капитан)
- Васил Димитров Василев
- Васил Стефанов Кайпаков
- Васил Коев
- Васил Христов Нанковски
- Велико Михнев Добрев
- Величко Дечков Стаматов
- Георги Григоров Аладжов
- Георги Ангелов Нанков
- Георги Иванов Граматиков
- кандидат-подофицер Георги Донев Генев
- Георги Григоров Йорданов
- кандидат-подофицер Георги Коцев Георгиев
- подпоручик Георги Стоянов Кунчев
- Георги Лулчев Попов
- Георги Илиев Мъцов
- Георги Николов Семерджиев
- Георги Петров Павлов
- Георги Стефанов Пушкаров
- Георги Христов Топузлийски
- подофицер Георги Костадинов Чичков
- Господин Георгиев Господинов
- Григор Левков Кръстев
- Датко Янчев Пърнаров
- Делчо Спасов Дейков
- Деню Станчев Денев
- Димитър Рашев Андреевски
- Димитър Николов Белдупков
- Димитър Георгиев Йорданов
- капитан I ранг Димитър Калчев Дудев
- Димитър Евтимов Андонов Клепков
- Димитър Митев Петков Шопов
- Димитър Тодоров Йоцов
- Димитър Неделчев Стаматов Копринков
- Димитър Щерев Недев
- Димитър Пейчев
- д-р Димитър Раев Недялков
- Димитър Георгиев х.Дончев
- Димитър Христов Щиплиев
- Диню Генчев Динев
- кандидат-подофицер Добри Йорданов Думбалов
- Дончо Колев Дончев
- поручик Драган Атанасов Димитров
- подпоручик Емил Михайлов Панчев
- Желязко Желев Желязков
- Захари Петров Стоянов
- Здравко Благоев Тодоров
- подпоручик Иван Богданов Стойков
- подофицер Иван Божинов Цонев
- Иван Динев Тарълов
- подофицер Иван Георгиев Дивров
- Иван Коев Стоянов
- Иван Мирков Христов
- Иван Недев Мошев
- Иван Николов Димитров
- Иван Петров Савов
- подполковник Иван Николов Писков
- подофицер Иван Радев Иванов
- Иван Тодоров Ракитски
- Иван Калчев Савчевски
- Илия Николов Ангелов
- офицерски кандидат Илия Георгиев Вълчанов
- Илия Димов Илиев
- Илия Василев Ликов
- Илия Николов Недков
- подофицер Йордан Ганчев Иванов
- фелдфебел Калчо Петров Калчев
- Калин Василев Георгиев
- Камен Митов Ценов
- Камен Петров Тасков
- Кирил Симеонов Гаджев
- Кирил Стефанов Камбуров
- Кирил Малинов
- Кирил Цветков Динолов
- Киро Ганев Вътев
- Колю Атанасов Димитров
- Колю Вълчев Колев
- подпоручик Константин Янков Бъчваров
- Коста Георгиев Деляков
- Коста Стефанов Мавров
- Костадин Стоянов Джаров
- Кръстю Стефанов Котаков
- Кръстю Ганев Пуйков
- Кръстю Ангелов Радичев
- Лазар Люцканов Димитров
- Лалко Божков Петков
- Любен Александров Петров
- Любен Върбанов Първанов
- поручик Любен Захариев Манов
- фелдфебел Любен Андреев Щипков
- Малчо Димитров Малчев
- Марин Василев Георгиев
- Методи Борисов Парашкевов
- Методи Трендафилов Попвасилев
- Милотин Филипов Школаров
- Милчо Василев Милчев
- Митруц Димитров Панцов
- Митю Господинов Митев
- генерал Михаил Тодоров Беджов
- Михаил Илиев Венев
- Михаил Джогов
- полковник Михаил Стоичков Михайлов
- поручик Михаил Христов Сапунджиев
- Михаил Георгиев Сурчев
- Найден Каменов Иванов
- Недялко Николов Иванов
- Нейчо Николов Иванов
- Ненчо Илиев Богданов
- Никола Григоров Вучков
- Никола Лазаров Цанев
- Никола Тодоров Николов
- Никола Цветков Йотов
- Нино Маринов Нинов
- Огнян Маринов Иванов
- Пеню Иванов Михнев
- Петко Иванов Киряков
- Петър Янков Гъмзов
- Петър Николов Кръстев
- Петър Димитров Кьосев
- Петър Владимиров Минков
- подофицер Петър Трифонов Радев
- Петър Кирев Стоилов (Патрона)
- Петър Славов Стоянов
- фелдфебел Пею Иванов Пеев
- подофицер Първан Велчев Кърделянски
- подофицер Ради Желев Гочев
- Рацо Тодоров Несторов
- Руси Желязков Русев
- полковник Светослав Ангелов Будинов
- Славейко Захариев Иванов
- Славейко Василев
- Слави Христев Илиев
- Славчо Маринов Йолов
- Смилян Иванов Малинов
- Спас Николов Писанов
- Стефан Николов Казанджиев
- д-р Стефан Рачев Клечков
- подофицер Стефан Пенев Стефанов
- офицерски кандидат Стефан Петров Русанов
- Стефан Тошков Стефанов
- Стойко Бонев Русев
- подофицер Стоян Тодоров Каменски
- капитан Стоян Кръстев Керинов
- Стоян Христов Йорданов
- Тихомир Недев Събчев
- Тодор Димитров Байков
- капитан лейтенант Тодор Георгиев Дервишев
- Тодор Динев Тодоров
- Тодор Йолов Тасков (Таксито)
- Тодор Пенев Динев
- Тодор Савов Калчев
- Тодор Стоянов Петров
- Трифон Петров Ковачев
- Трифон Петков Стоянов
- свещеник Филип Иванов Шековски
- Херувим Панайотов Арнаудов
- Христо Илиев
- Христо Маринов Бонев
- Христо Иванов Казаков
- Христо Иванов х.Христов
- Цанко Колев Христов
- Цанко Илиев Цанов
- Цветан Стефанов Берковски
- Цветан Пантелеев Могилански
- Цветан Коцов Найденчовски
- лейтенант Цоло Христов Вълчков